# Aenigmatistes elongatus
Aenigmatistes elongatus är en tvåvingeart som beskrevs av Rudolf Beyer 1959. Aenigmatistes elongatus ingår i släktet Aenigmatistes och familjen puckelflugor. Inga underarter finns listade i Catalogue of Life.